# Marsboro

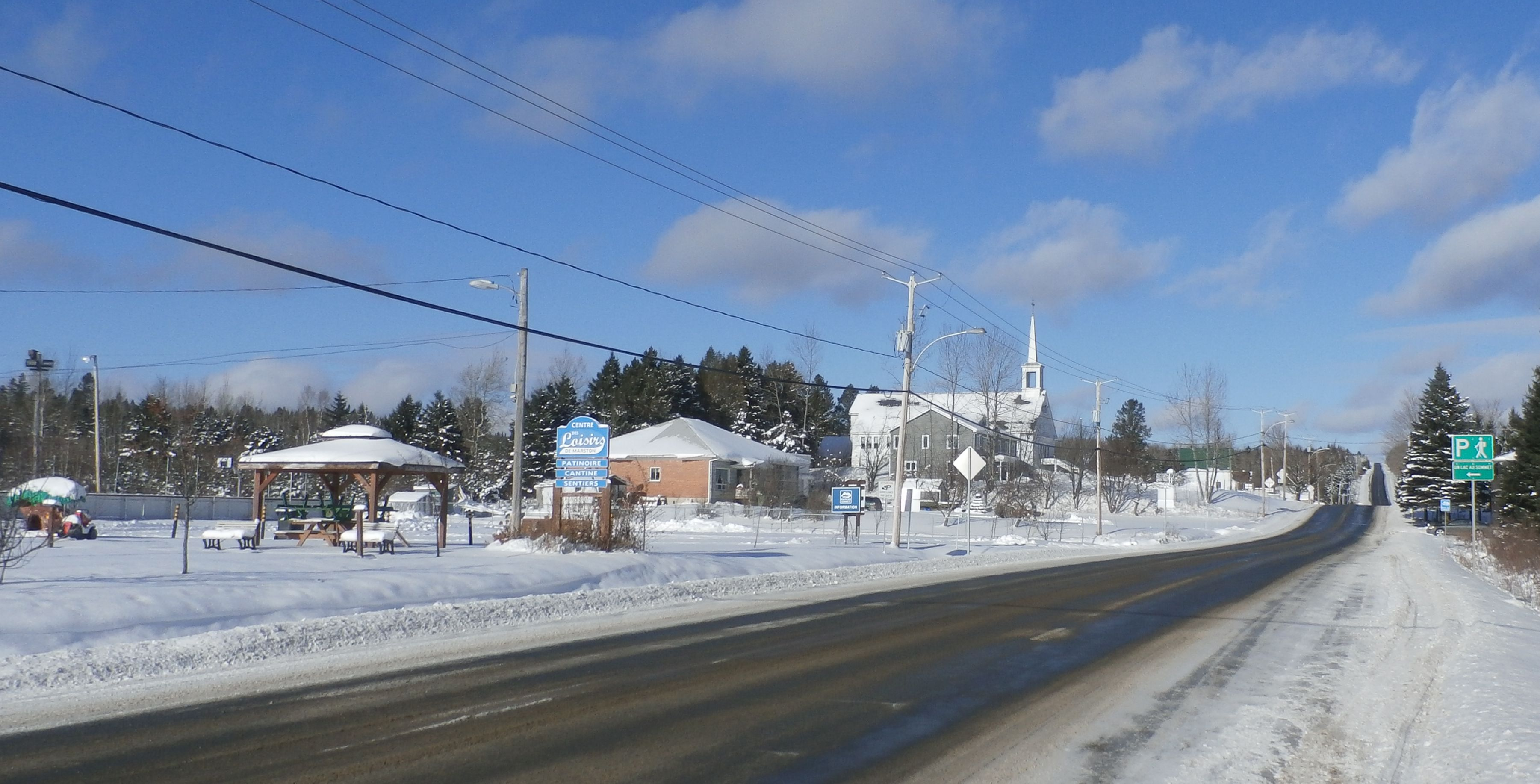
La route 263 dans sa traversée de Marsboro.

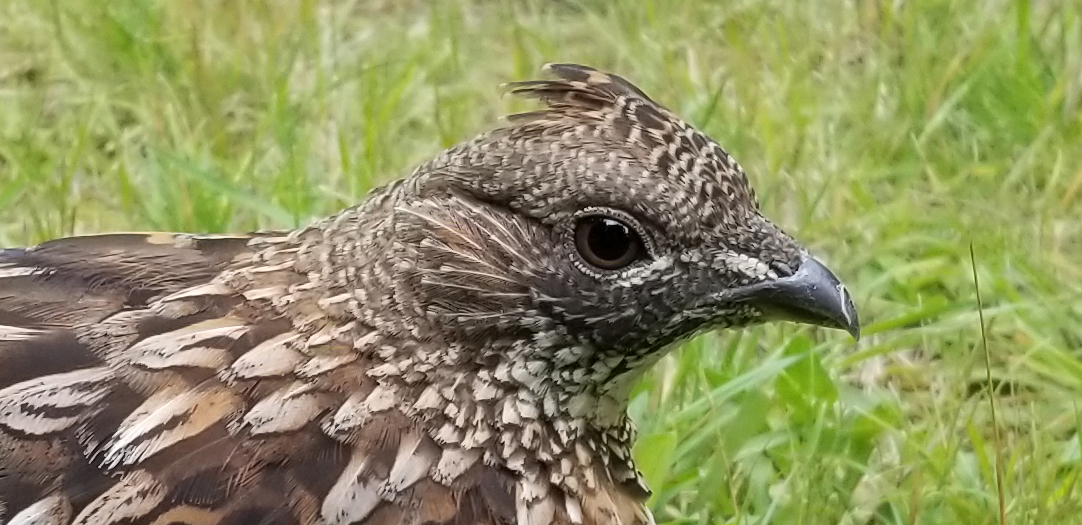
Perdrix sauvage photographiée à Marsboro.

Marsboro est un hameau situé dans la municipalité du canton de Marston, au Québec. 

## Toponymie
Le toponyme Marsboro résulte de la combinaison du toponyme Marston et du mot anglais borough, qui désigne une petite ville. En français, dans l'usage local, le nom de la ville est usuellement prononcé [masboʁo], sans le premier /ʁ/ de /maʁsboʁo/. Les habitants, habitantes de ce lieu sont dénommés par le gentilé Marsborois, Marsboroise, officialisé en 2014.

## Histoire
L'histoire de Marsboro commence durant la seconde moitié du 19e siècle, alors que s'y installent des colons Écossais, qui parlent anglais et gaélique écossais. Au début des années 1930, les Canadiens français commencent à s'installer dans la région, les quatre premières familles y résidant étant les Dion, les Grenier, les Martin et les Roy. À l'époque, un exode des Écossais vers les villes permet à certains Canadiens français, dont le futur maire Ernest Martin, d'acquérir des terres à prix avantageux. À la mairie, les Canadiens français, notamment représentés par les Roy et les Martin, succèdent vers le milieu du 20e siècle aux Écossais, notamment représentés par les McLeod.
| Période | Période | Identité               | Étiquette | Qualité |
| ------- | ------- | ---------------------- | --------- | ------- |
| 1874    | 1885    | J.G. McIver            |           |         |
| 1885    | 1886    | D.L. McLeod            |           |         |
| 1886    | 1894    | Allan McLeod           |           |         |
| 1894    | 1894    | D.L. McLeod            |           |         |
| 1894    | 1897    | Allan McLeod           |           |         |
| 1897    | 1901    | D.L. McLeod            |           |         |
| 1901    | 1903    | Allan McLeod           |           |         |
| 1903    | 1909    | D.L. McLeod            |           |         |
| 1909    | 1910    | Georges McLeod         |           |         |
| 1910    | 1914    | J.A. McAulay           |           |         |
| 1914    | 1917    | D.L. Mcleod            |           |         |
| 1917    | 1924    | N.H. McLeod            |           |         |
| 1924    | 1929    | Murdo A. McLeod        |           |         |
| 1929    | 1933    | M.D. McLeod            |           |         |
| 1933    | 1936    | M.A. McLeod            |           |         |
| 1936    | 1936    | Arthur Alson           |           |         |
| 1936    | 1937    | Norman M. McLeod       |           |         |
| 1937    | 1948    | Fidèle Beaudoin        |           |         |
| 1948    | 1954    | Gérard Roy             |           |         |
| 1954    | 1956    | Matthias Roy           |           |         |
| 1956    | 1975    | Ernest Martin          |           |         |
| 1975    | 1997    | Laurent Martin         |           |         |
| 1997    | 2009    | Jacques Lalonde        |           |         |
| 2009    | 2013    | Jacques Martin         |           |         |
| 2013    | 2016    | Paul-Henri Guillemette |           |         |
| 2016    |         | Claude Roy             |           |         |